# Yuuhi o Miteiru ka?
«Yuuhi o Miteiru ka?» (яп. 夕陽を見ているか? Ю:хи о митэирука?, «Ты смотришь на закат?») — шестой мейджор-сингл японской идол-группы AKB48, вышедший в Японии 31 октября 2007 года. Заглавная песня исполнялась сембацу из 10 человек.

## Список композиций

### Обычное издание
| №                   | Название                                          | Автор(ы)                     | Аранжировщик        | Длительность |
| ------------------- | ------------------------------------------------- | ---------------------------- | ------------------- | ------------ |
| 1.                  | «Yuuhi o Miteiru ka?» (夕陽を見ているか?)         | Ясуси Акимото, Мио Окада     | Томоаки Такасима    | 4:58         |
| 2.                  | «Viva! Hurricane» (ビバ! ハリケーン)              | Ясуси Акимото, Ёсимаса Иноуэ | Иноуэ               | 4:00         |
| 3.                  | «Yuuhi o Miteiru ka? (Original Mix Instrumental)» | Акимото, Окада               | Такасима            | 4:58         |
| Общая длительность: | Общая длительность:                               | Общая длительность:          | Общая длительность: | 13:57        |

### Лимитированное издвние A
| №                   | Название                                         | Автор(ы)            | Arranger            | Длительность |
| ------------------- | ------------------------------------------------ | ------------------- | ------------------- | ------------ |
| 1.                  | «Yuuhi o Miteiru ka?» (夕陽を見ているか?)        | Акимото, Окада      | Такасима            | 4:58         |
| 2.                  | «Viva! Hurricane» (ビバ! ハリケーン)             | Акимото, Иноуэ      | Иноуэ               | 4:00         |
| 3.                  | «Yūhi o Miteiru ka? (Original Mix Instrumental)» | Акимото, Окада      | Такасима            | 4:58         |
| 4.                  | «Viva! Hurricane (Instrumental)»                 | Акимото, Иноуэ      | Иноуэ               | 4:00         |
| Общая длительность: | Общая длительность:                              | Общая длительность: | Общая длительность: | 17:56        |

### Лимитированное издание B
| №                   | Название                                                                       | Автор(ы)            | Arranger            | Длительность |
| ------------------- | ------------------------------------------------------------------------------ | ------------------- | ------------------- | ------------ |
| 1.                  | «Yuuhi o Miteiru ka?» (夕陽を見ているか?)                                      | Акимото, Мио Окада  | Томоаки Такасима    | 4:58         |
| 2.                  | «Viva! Hurricane» (ビバ! ハリケーン)                                           | Акимото, Иноуэ      | Иноуэ               | 4:00         |
| 3.                  | «Yūhi o Miteiru ka? (Himawari 2.0 Mix)» (夕陽を見ているか?（ひまわり2.0Mix）)  | Акимото, Окада      | Такасима            | 4:55         |
| 4.                  | «Yuuhi o Miteiru ka? (Himawari 2.1 Mix)» (夕陽を見ているか?（ひまわり2.1Mix）) | Акимото, Окада      | Такасима            | 4:55         |
| 5.                  | «Yuuhi o Miteiru ka? (Original Mix, Instrumental)»                             | Акимото, Окада      | Takashima           | 4:58         |
| 6.                  | «Viva!Hurricane (Instrumental)»                                                | Akimoto, Inoue      | Inoue               | 4:00         |
| Общая длительность: | Общая длительность:                                                            | Общая длительность: | Общая длительность: | 27:57        |

## Чарты
| Чарт (2007)   | Наивыс. позиция |
| ------------- | --------------- |
| Oricon Weekly | 10              |